# جان ر. أندرسون
جان ر. أندرسون (بالسويدية: Jan R. Andersson)‏ هو سياسي سويدي، ولد في 1970. حزبياً، نشط في حزب التجمع المعتدل. وقد انتخب عضو البرلمان السويدي ‏.